# 西鉄福岡（天神）駅

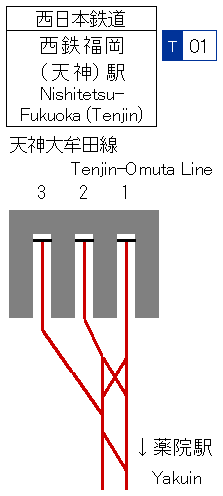
配線図

西鉄福岡（天神）駅（にしてつふくおか てんじんえき）は、福岡県福岡市中央区天神二丁目にある西日本鉄道（西鉄）天神大牟田線の駅。駅番号はT01。同線の起点・ターミナル駅である。

## 概要
九州最大の繁華街である天神の中心に位置し、福岡県を拠点とする大手私鉄の西日本鉄道（西鉄）最大のターミナル駅である。西鉄の基幹路線である天神大牟田線の起点で、乗降客数において福岡市内では博多駅に次ぐ規模を誇る。
現在の駅ビルは「ソラリアターミナルビル」と呼ばれ、1997年9月29日に完成。ホーム・コンコースは駅ビルの2階に所在している。同年10月1日から福岡三越が地下2階 - 1階・3階 - 9階で営業している。1階の通り抜け通路部にはライオン広場（公共広場）、福岡市観光案内所が所在。3階には西鉄天神高速バスターミナルが入っている。地下3階は駐輪場になっており、4階 - 8階はソラリアターミナル駐車場（460台）となっている。駅周辺にはファッションビルのソラリアプラザやソラリアステージといった西鉄の各種施設や、百貨店や専門店街などの大型商業施設や飲食店などが集積している。
福岡市地下鉄空港線の天神駅と福岡市地下鉄七隈線の天神南駅との乗り換え駅であり、当駅は両駅に挟まれた位置にある。
日中でも1時間に12本（特急2本、急行4本、普通6本）の列車が発着し、久留米・大牟田方面と太宰府方面に向かう。
ソラリアターミナルビル完成で駅が現在地に移転する以前は、現在より100m北（ソラリアステージの位置）にあり、岩田屋デパート旧本館とひとつづきのビルになっていた。当時の駅舎は西鉄福岡駅ビルとして北側の一部が残存している（現在の福岡パルコ本館増床部が入居しているビル）。それ以前にはその少し西側にあった。高架化される前の駅の姿は、1956年公開の東宝映画『空の大怪獣ラドン』の福岡破壊シーンで見ることができる。
日本の大手私鉄の駅としては最西端に位置する。

## 歴史
- 1924年（大正13年）4月12日：福岡駅として開業。
- 1939年（昭和14年）7月1日：九鉄福岡駅に改称届出[3]。
- 1942年（昭和17年）9月22日：西鉄福岡駅に改称。
- 1961年（昭和36年）11月1日：高架化[4]。
- 1983年（昭和58年）
  - 3月26日：ホーム改良工事完成。従来の5線5ホームから3線3ホームとなり、全ホームで7連停車が可能となる。
  - 11月26日：駅全体の改良工事完成。
- 1987年（昭和62年）10月1日：自動改札機を導入[5]。
- 1992年（平成4年）7月8日：西鉄福岡ターミナルプロジェクト（ソラリア計画）第二期となる本駅のターミナルビルへの改築工事が着工。
- 1993年（平成5年）
  - 8月28日：改築工事のためバスセンター直上の線路を東側に移し2線2ホームでの営業を開始。
  - 12月：2線3ホーム営業となる。
- 1995年（平成7年）
  - 3月25日：福岡 - 平尾間連続立体交差事業完了、高架新線(1.62 km)営業開始に伴い2線のうち1線が南のターミナルビル新駅に100m移動。
  - 5月27日：もう1線も同様に移動し正式に営業キロでも南に100m移動。旧駅舎から建設中のターミナルビル新駅へ駅機能が全面的に移転される。
- 1996年（平成8年）
  - 2月29日：北側の旧駅舎1階で営業を続けていた福岡西鉄名店街が閉店し、3月8日から旧NHK福岡放送局の建物にて仮店舗のにしてつカリテンとして営業開始。旧駅の解体並びに、ソラリアステージビルの建設が始まる。
- 1997年（平成9年）
  - 2月：コンコースを西側から東側に移し最終工事に着工。
  - 9月27日：改築工事完成。3線4ホーム化。
- 1998年（平成10年）11月7日：北口正面階段を新設。
- 1999年（平成11年）4月24日：ソラリアステージビルの完成で2階の外コンコースが完成し、ソラリア計画のすべての事業が完了。
- 2001年（平成13年）1月1日：西鉄福岡（天神）駅に改称[6][7]。
- 2008年（平成20年）5月18日：ICカードnimoca供用開始。
- 2014年（平成26年）2月：発車案内表示器を液晶ディスプレイ（LCD）に切り替え、案内放送システム更新。
- 2017年（平成29年）2月1日：駅ナンバリングを導入[8]。
- 2018年（平成30年）
  - 8月11日：天神エリアで開催される「TENJIN AMURO MONTH」及び安室奈美恵のファイナルイベント「namie amuro Final Space」に合わせ、同イベント期間中は発車メロディを彼女の代表曲である「Hero」（オルゴール調）に変更[9]。
  - 9月28日：「中央口」の名称を「三越口」に変更[10]。
- 2019年（平成31年）2月28日：2番線の乗車および降車ホームの北口改札側各1両分にてホームドアの実証実験を開始[11]。
- 2024年（令和6年）3月30日：3番線の乗車ホームにてホームドアの稼働を開始。

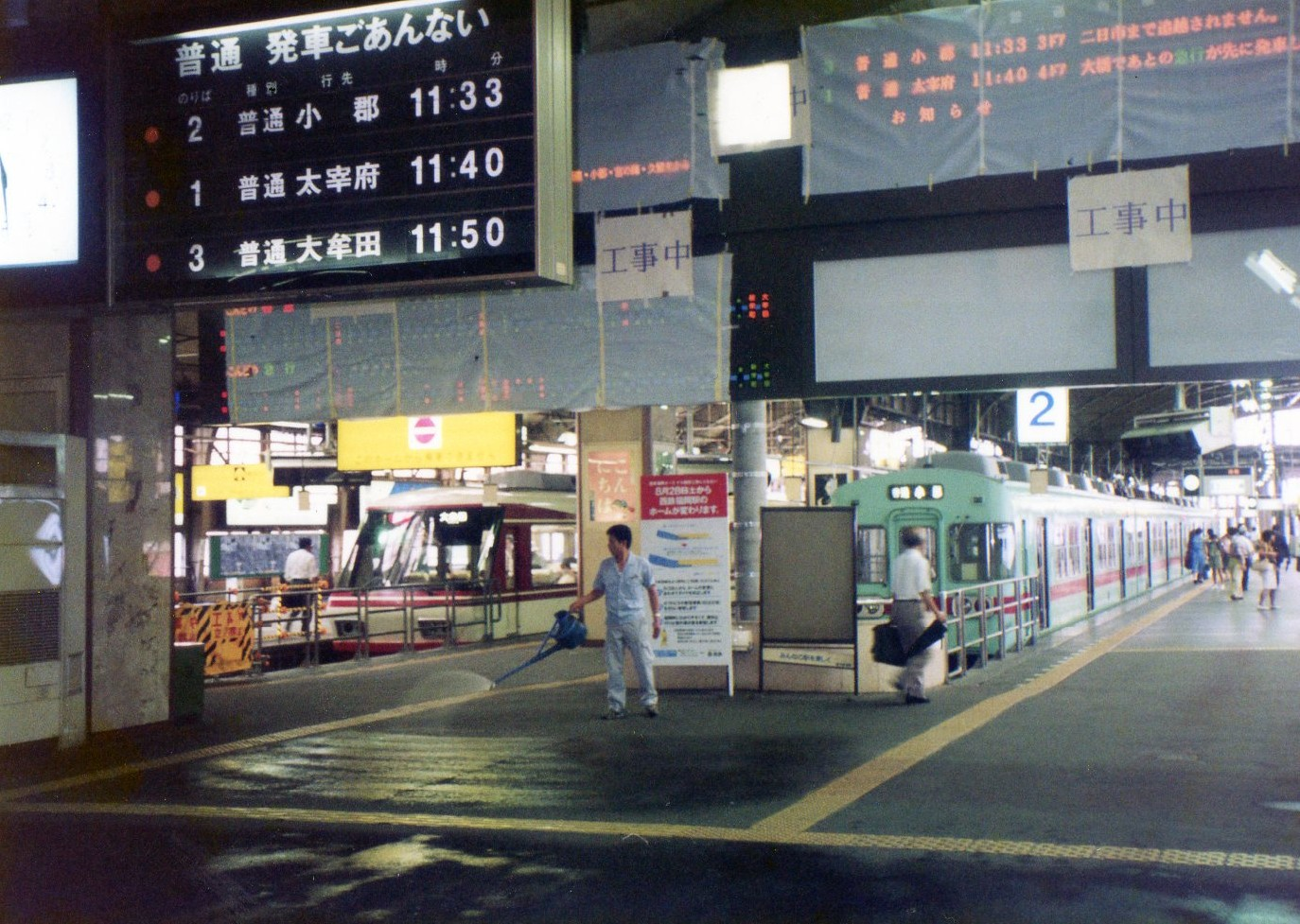
1993年の駅構内
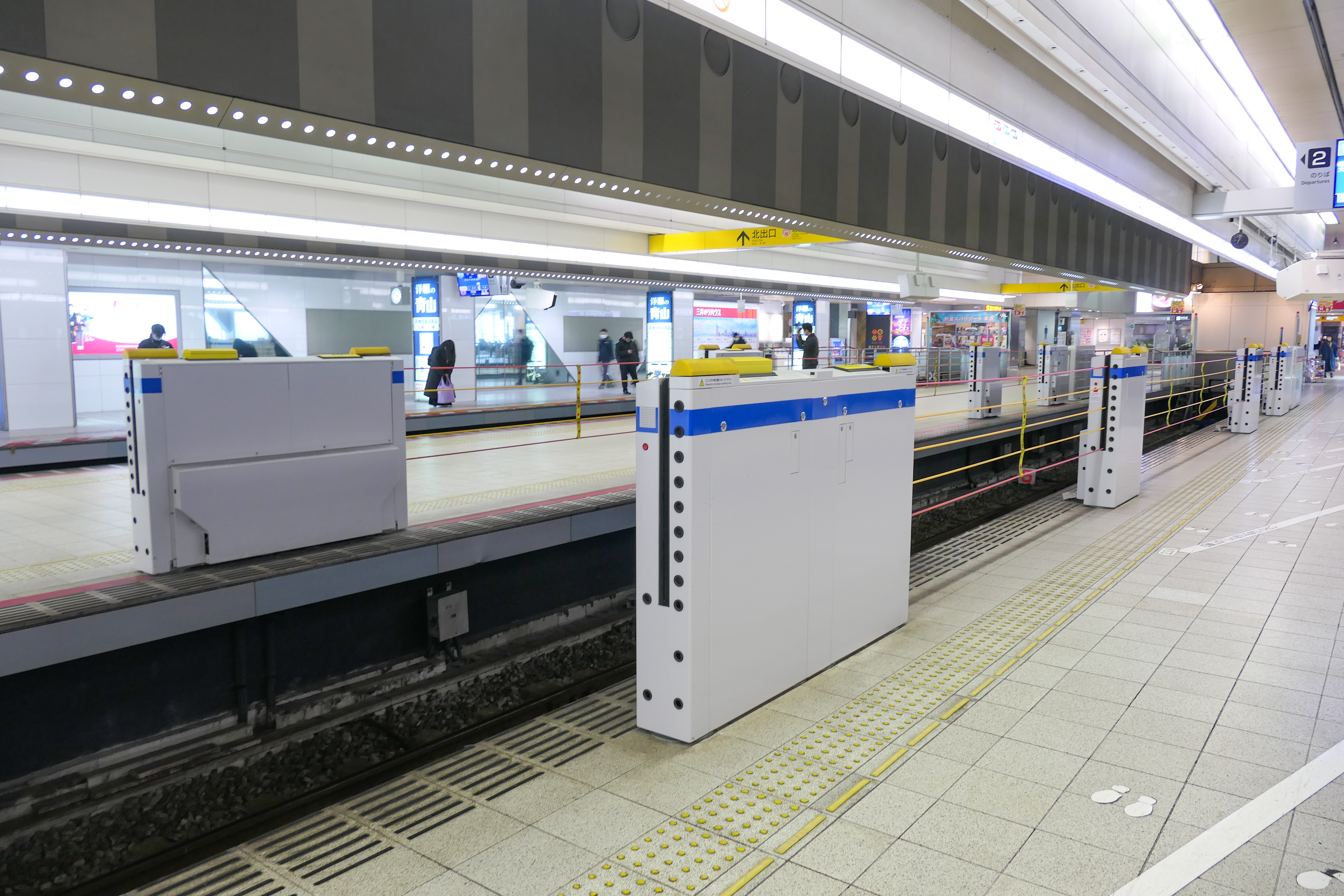
実証実験で設置された昇降式ホームドア（2022年12月）

## 駅構造
プラットホームがソラリアターミナルビル2階にある高架駅。現在は4面3線の頭端式ホームとなっており、乗車専用ホーム（1 - 3のりば）と降車専用ホームがある。電車が進入した後、まずすべての乗客を降車ホームに降車させ、その後乗車ホーム側の乗客が乗車ホームから乗ることができる。
ホーム有効長は10両編成まで入線可能な長さである。下記に示す乗り場案内は基本のものであり、例外もある。

### のりば
| のりば       | 路線          | 行先                               | 使用種別     |
| ------------ | ------------- | ---------------------------------- | ------------ |
| 降車用ホーム |               |                                    |              |
| 1            | ●天神大牟田線 | 二日市・太宰府・久留米・大牟田方面 | ●急行        |
| 2            | ●天神大牟田線 | 二日市・太宰府・久留米・大牟田方面 | ●普通        |
| 降車用ホーム |               |                                    |              |
| 3            | ●天神大牟田線 | 二日市・太宰府・久留米・大牟田方面 | ●特急・●急行 |

2番のりばと3番のりばの間の降車用ホームは、一部時間帯はTHE RAIL KITCHEN CHIKUGO専用乗車ホームとなる。

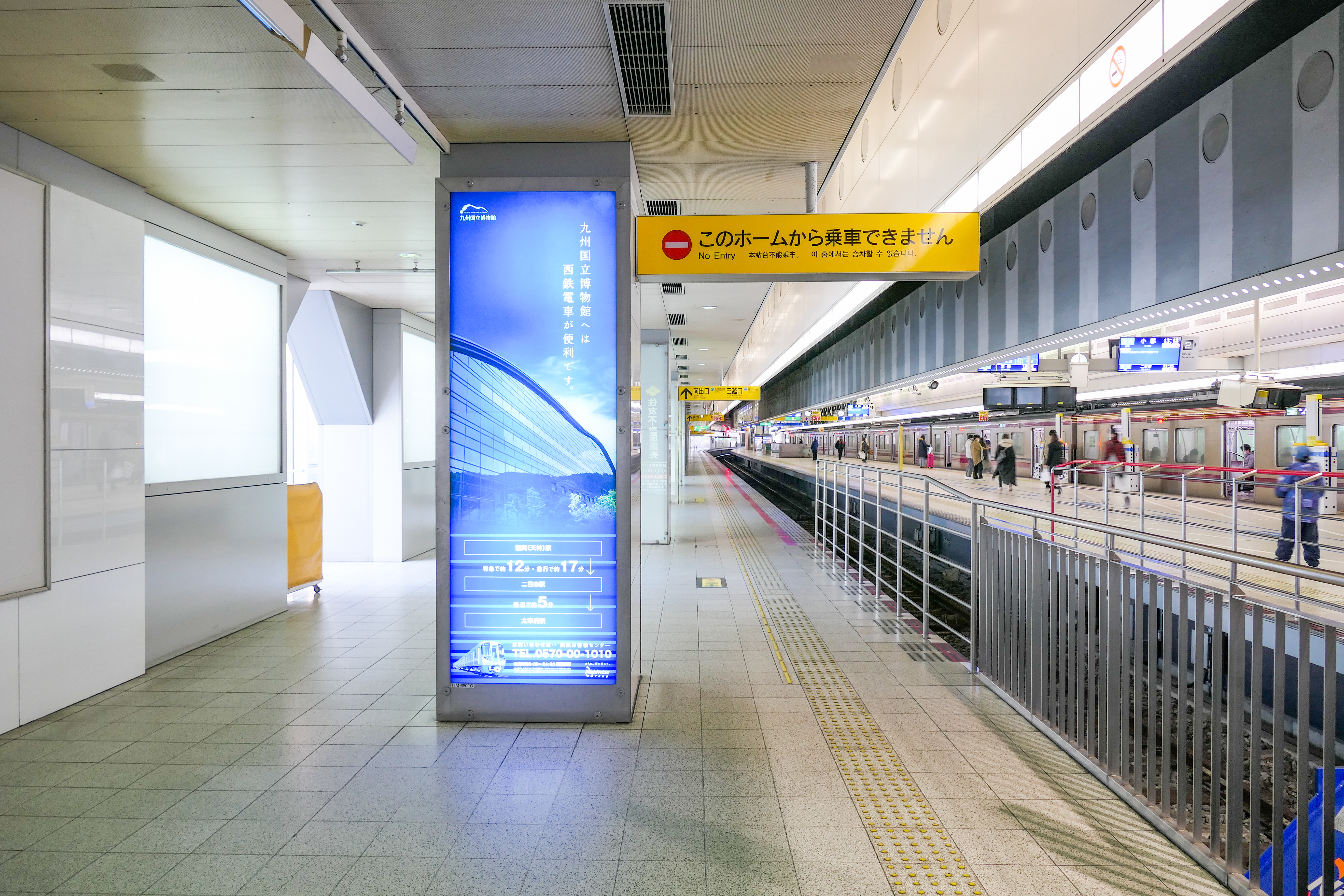
1番線横の降車専用ホーム（2022年12月）
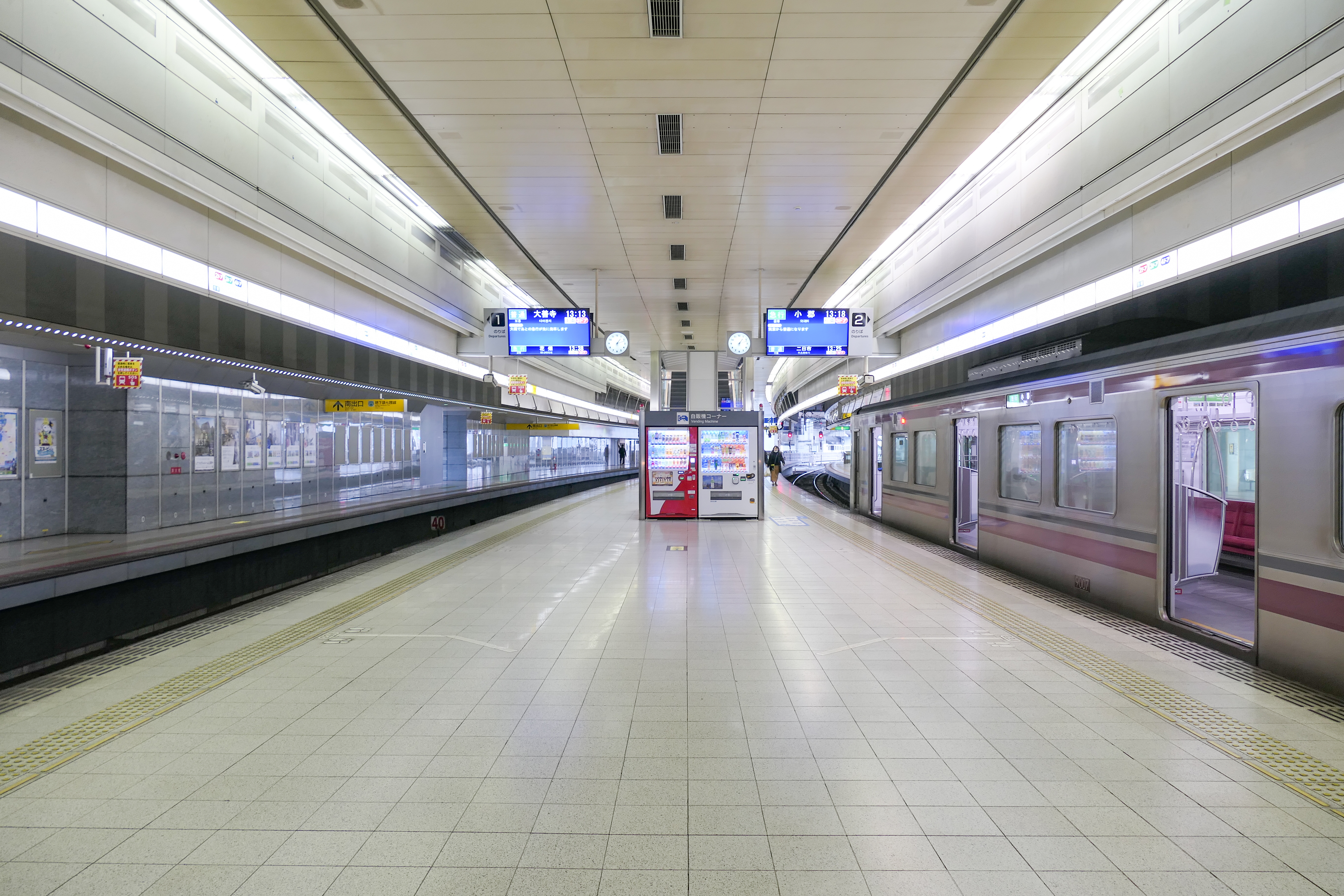
1・2番線ホーム（2022年12月）
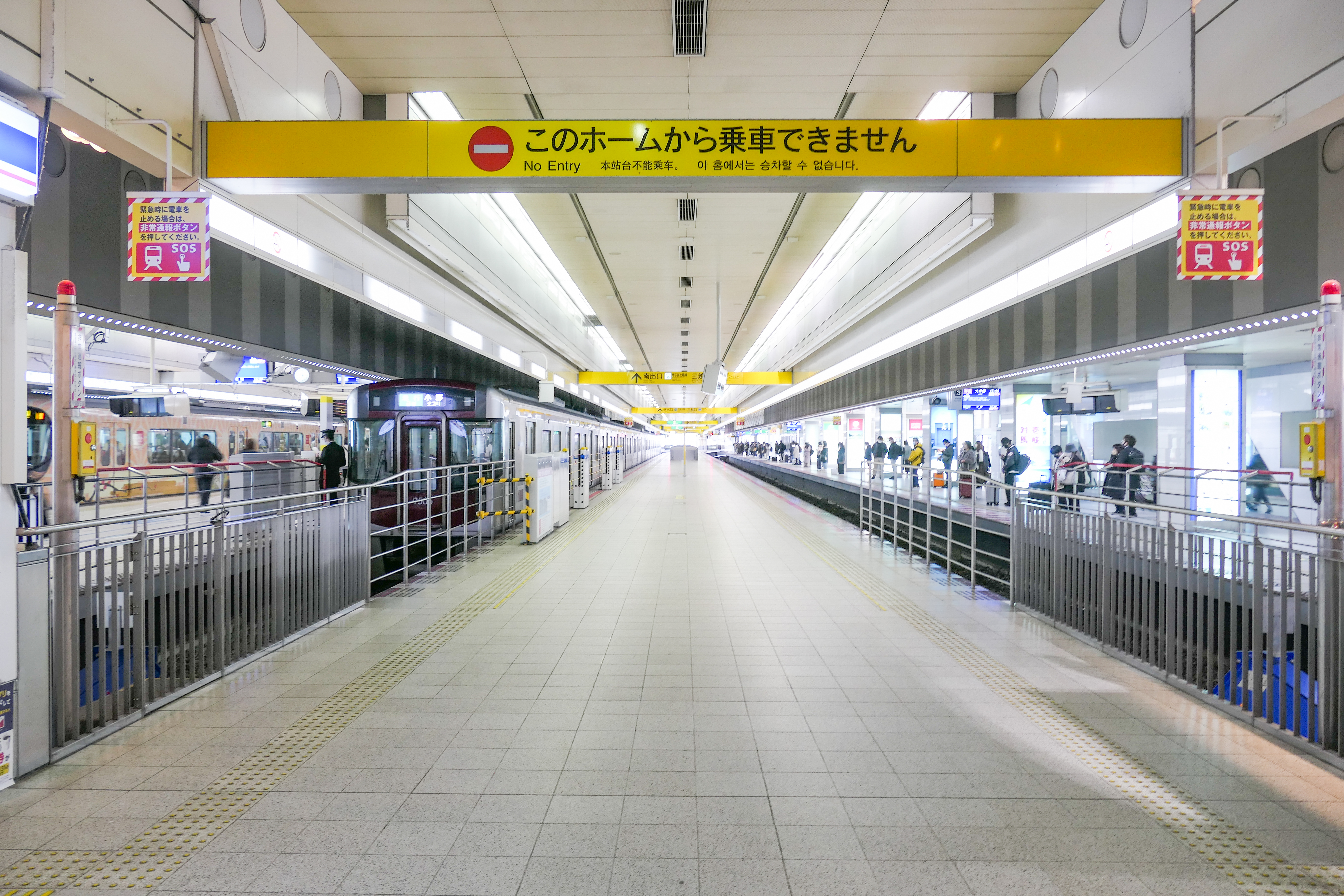
2・3番線横の降車専用ホーム（2022年12月）
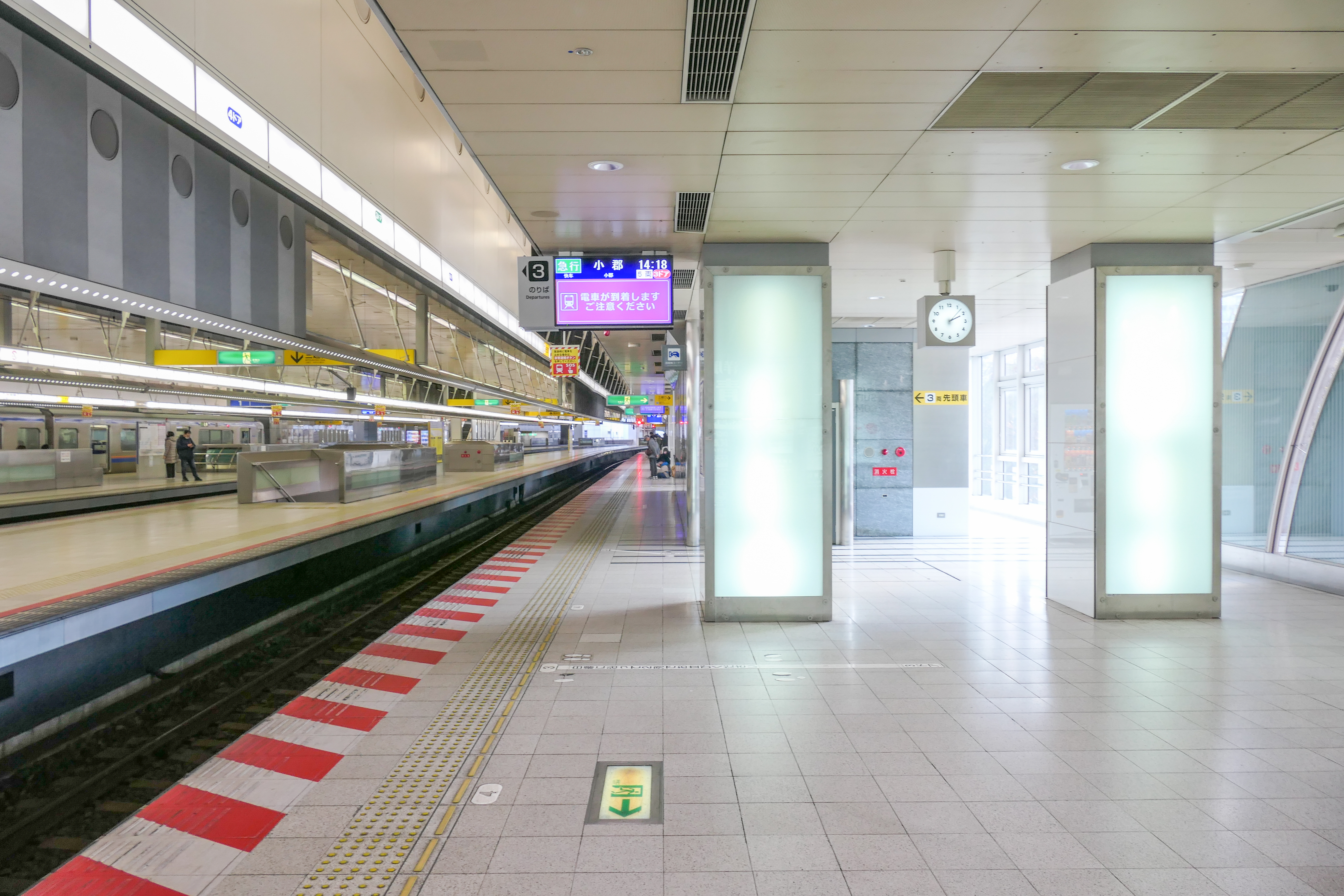
3番線ホーム（2022年12月）

### 駅構内
改札口は北口、三越口、南口の3箇所ある。
建物の構造上、バリアフリーとなっているのは北口のみで、三越口・南口には改札口とホームとを連絡するエレベーターやエスカレーターの設置がない。
その為、車椅子等利用者が当駅へ出入りする際、または天神大牟田線を利用して当駅に到着後、福岡市地下鉄各線や西鉄天神高速バスターミナルを利用する際には、北口側・ソラリアステージビルのエレベーターを利用する形となる。
北口
最大の改札口で、2階にある。改札外コンコースはソラリアステージビルとなる。福岡市地下鉄空港線、箱崎線（天神駅）へ乗り換える際、最も近い改札口である。
- 精算所（ソラリア口に挟まれている）
- 駅事務室
- チケットカウンター（西鉄電車各種企画券の発売窓口）
- 西鉄インフォメーションセンター・定期券発売所（1階）
- コインロッカー（3箇所）
- ATMコーナー（福岡銀行・西日本シティ銀行・福岡中央銀行・筑邦銀行・労働金庫（ろうきん）・ゆうちょ銀行）

三越口
改札口は1階。コインロッカーがある。3階にある西鉄天神高速バスターミナルへの連絡エレベーター（福岡三越と共用）がある。
2018年9月27日までは中央口と呼ばれていた。2018年9月28日に、三越口へ名称変更。
南口
改札口は1階で、国体道路に面している。福岡市地下鉄七隈線（天神南駅）へ乗り換える際、最も近い改札口である。

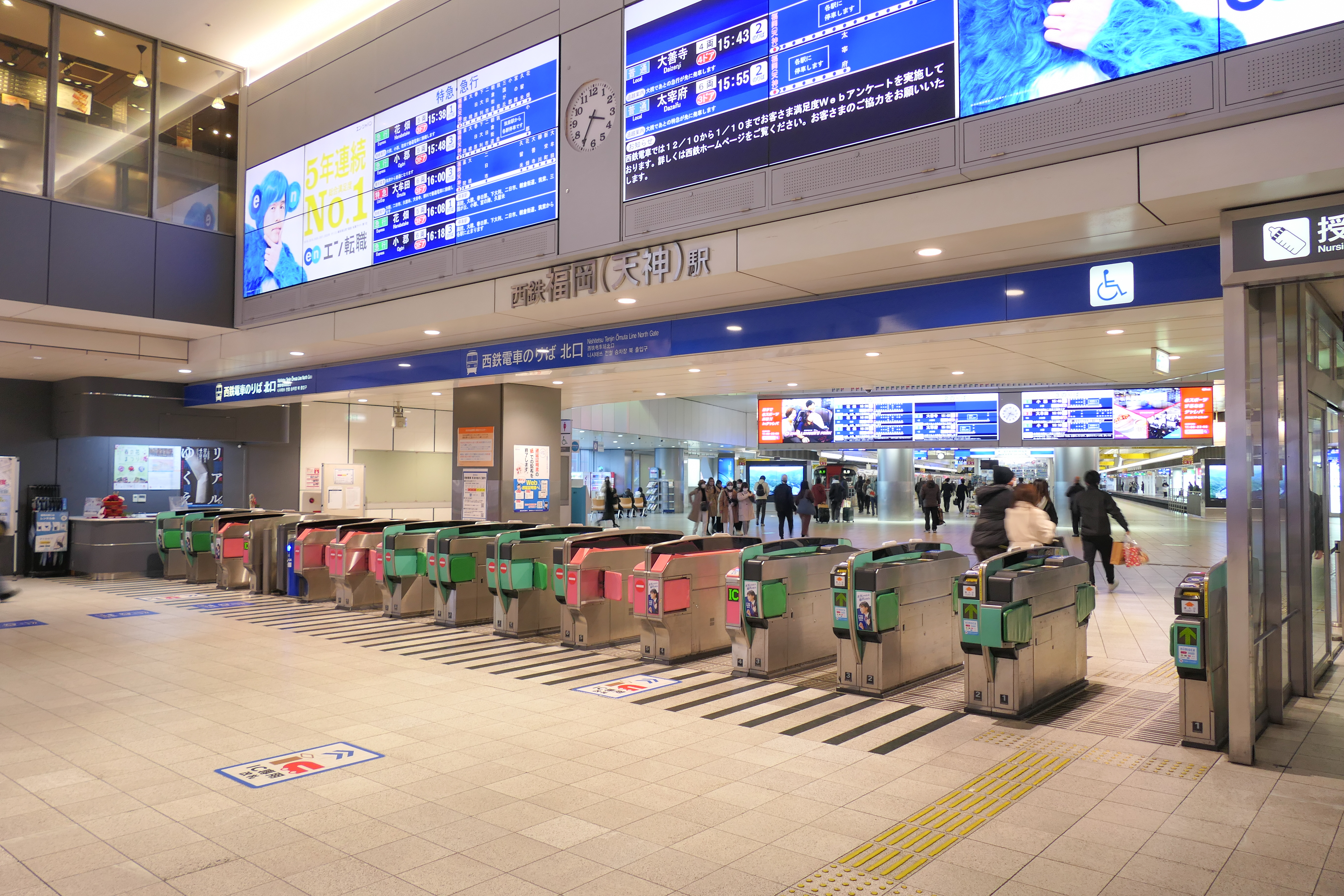
北口改札（2022年12月）
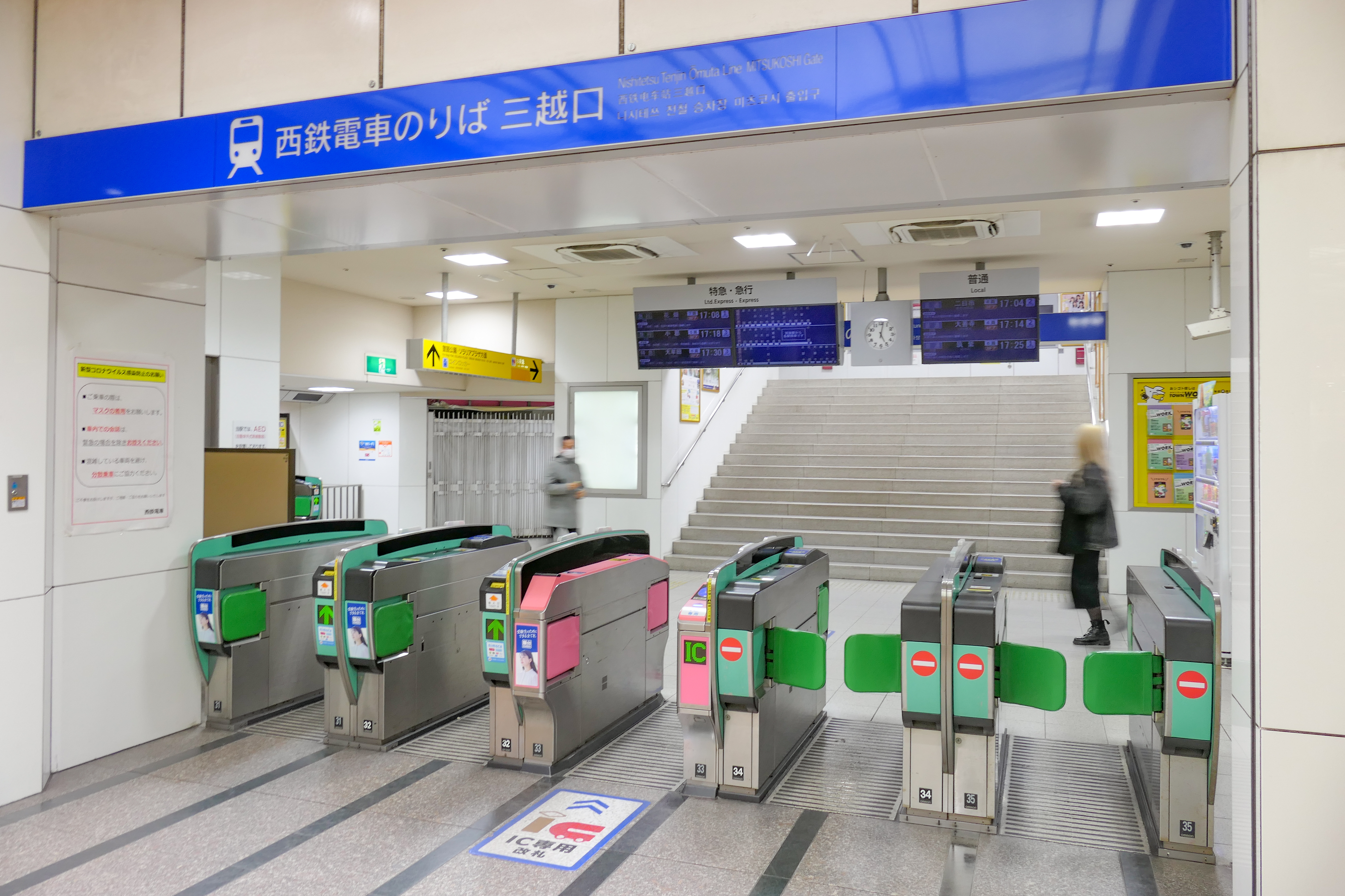
三越口改札（2021年12月）
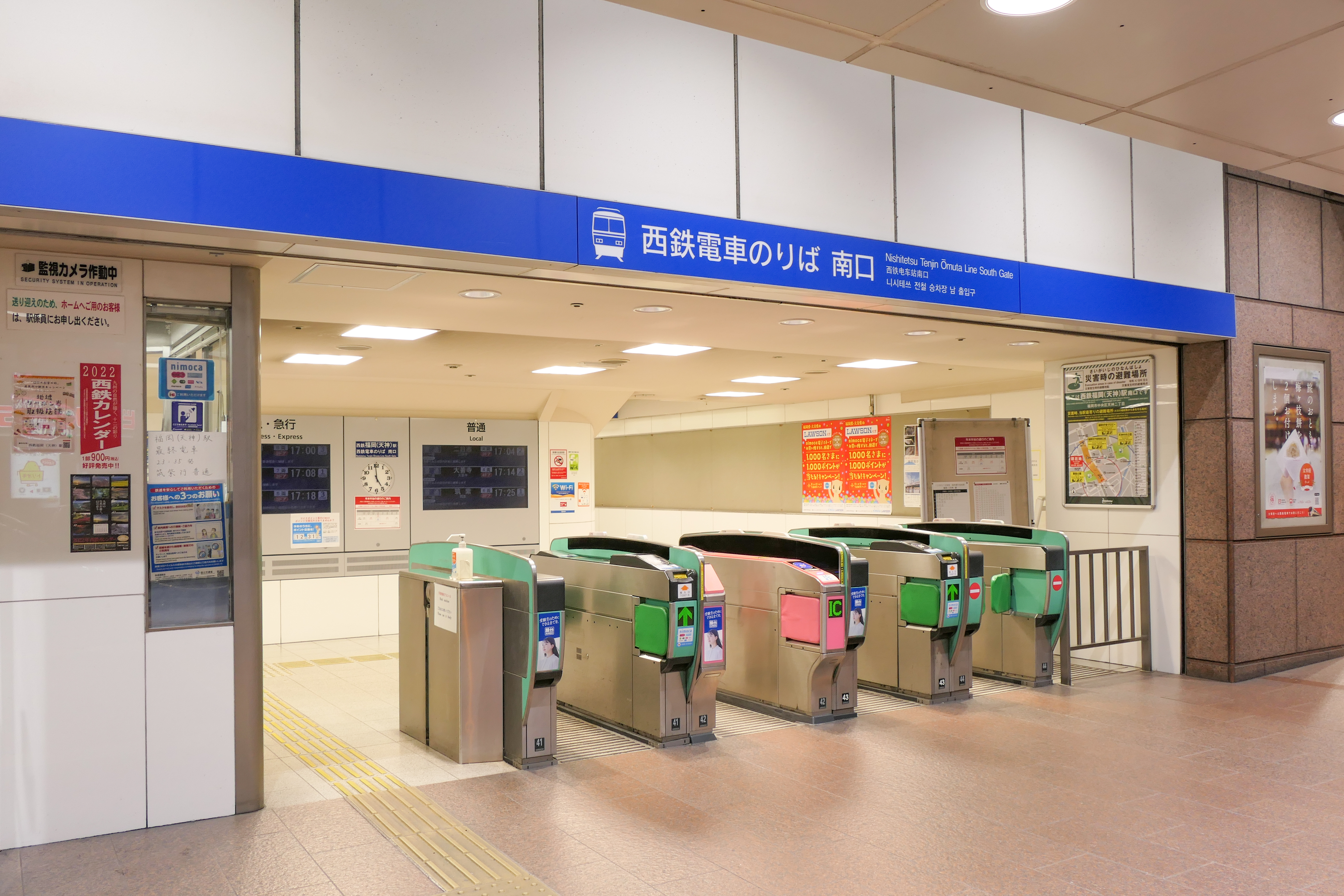
南口改札（2021年12月）

## 利用状況
2023年度の1日平均乗降人員は117,918人 であり、西鉄の駅の中で最も多い。隣駅である薬院駅の交通結節機能強化が進んだこともあって利用者数は減少傾向にあったが、近年は増加傾向にある。
| 年度               | 1日平均 乗降人員 | 1日平均 乗車人員 | 出典          |
| ------------------ | ---------------- | ---------------- | ------------- |
| 1996年（平成08年） | 168,789          | 83,756           | [ 13 ]        |
| 1997年（平成09年） | 167,825          | 83,137           | [ 13 ]        |
| 1998年（平成10年） | 162,868          | 80,682           | [ 13 ]        |
| 1999年（平成11年） | 157,824          | 78,216           | [ 13 ]        |
| 2000年（平成12年） | 153,894          | 76,296           | [ 13 ]        |
| 2001年（平成13年） | 151,375          | 74,868           | [ 14 ]        |
| 2002年（平成14年） | 149,268          | 73,751           | [ 14 ]        |
| 2003年（平成15年） | 148,669          | 73,456           | [ 14 ]        |
| 2004年（平成16年） | 143,894          | 71,515           | [ 14 ]        |
| 2005年（平成17年） | 140,444          | 69,789           | [ 14 ]        |
| 2006年（平成18年） | 140,340          | 70,104           | [ 15 ]        |
| 2007年（平成19年） | 138,910          | 69,434           | [ 15 ]        |
| 2008年（平成20年） | 137,500          | 68,992           | [ 15 ]        |
| 2009年（平成21年） | 132,502          | 66,704           | [ 15 ]        |
| 2010年（平成22年） | 131,641          | 66,411           | [ 15 ]        |
| 2011年（平成23年） | 128,426          | 64,773           | [ 16 ]        |
| 2012年（平成24年） | 128,542          | 64,860           | [ 16 ]        |
| 2013年（平成25年） | 129,898          | 65,550           | [ 16 ]        |
| 2014年（平成26年） | 129,608          | 65,207           | [ 16 ]        |
| 2015年（平成27年） | 131,902          | 66,516           | [ 16 ]        |
| 2016年（平成28年） | 131,108          | 65,945           | [ 17 ] [ 18 ] |
| 2017年（平成29年） | 133,696          | 67,350           | [ 17 ] [ 18 ] |
| 2018年（平成30年） | 136,269          | 68,730           | [ 17 ] [ 18 ] |
| 2019年（令和元年） | 136,277          | 68,795           | [ 17 ] [ 18 ] |
| 2020年（令和02年） | 92,169           |                  |               |
| 2021年（令和03年） | 98,680           |                  |               |
| 2022年（令和04年） | 109,641          |                  |               |
| 2023年（令和05年） | 117,918          |                  |               |

## 駅周辺

### 渡辺通り西側
駅と同じ側である。
- ソラリアターミナルビル - 駅ビル
  - 福岡三越（駅上下）
  - 西鉄天神高速バスターミナル（駅直上）
- ソラリアステージ（駅北側）
  - インキューブなど
- ソラリアプラザ（駅西側）
  - ソラリア西鉄ホテル福岡など
- 岩田屋本店
- 福岡パルコ
- VIORO
- 天神ロフトビル
- 警固神社
- 警固公園
- 新天町商店街

### 渡辺通り東側
駅の反対側である。
- 福岡市役所
- 天神中央公園
- 大丸福岡天神店
- 天神ツインビル
- 福岡県済生会福岡総合病院
- ONE FUKUOKA BLDG.

### その他
- 福岡市地下鉄空港線天神駅
- 福岡市地下鉄七隈線天神南駅
- 天神地下街 - 天神駅、天神南駅方面を結ぶ
- イオンショッパーズ福岡店・ミーナ天神
- 九州朝日放送
- 水鏡天満宮
- 福岡市文学館
- 福岡県公会堂貴賓館
- ボートレース福岡
- 福岡県立美術館
- 福岡市民ホール
- 在福岡カナダ名誉領事館

## 隣の駅
西日本鉄道
■天神大牟田線
■特急・■急行・■普通
西鉄福岡（天神）駅 (T01)  - 薬院駅 (T02)

## その他
- 特急電車は早朝の一部を除き、毎時00分と30分に発車する。発車時刻の5分-10分前に入線する。
- 特急電車は、発車時刻15分前くらいから乗客の列ができる。先発の急行（主に小郡・太宰府行き）が発車する前から次発の特急を待つ人も多い。
- 当駅の構造と駅位置の関係上、福岡（天神）行きの電車では前方車両が最も混雑する[注釈 3]。
  - これは太宰府天満宮の最寄り駅である太宰府駅でも同様。ともに西鉄二日市駅方面とは反対側が混雑する形となる。